# Thomas Boleyn, I conte del Wiltshire
Thomas Bolena (Hever, 1477 – Hever, 12 marzo 1539) era il secondo figlio di Sir William Bolena di Blickling e di Lady Margaret Butler, figlia di Thomas Butler, VII conte di Ormond. È ricordato per essere stato il padre di Anna Bolena, seconda moglie di Enrico VIII e il nonno materno di Elisabetta I.

## Biografia
Thomas Bolena nacque nel castello di Hever nel Kent. All'età di 20 anni servì, come soldato, sotto Enrico VII d'Inghilterra e combatté con suo padre contro i ribelli della Cornovaglia.
Nel 1509 venne creato cavaliere. Grazie alla sua scioltezza nelle lingue, cominciò una brillante carriera di diplomatico, venendo inviato come ambasciatore nei Paesi Bassi (assieme a Sir Edward Poynings), dove rimase per circa un anno, con una paga di venti scellini al giorno.
Il 5 aprile 1513 sir Thomas e i suoi colleghi conclusero la Lega Santa, con la quale l'imperatore Massimiliano I d'Asburgo, il Papa Giulio II, e il re Ferdinando II d'Aragona si unirono contro la Francia.
Nei primi mesi del 1519 si recò come ambasciatore in Francia (alla corte del re Francesco I di Francia) e vi rimase fino al marzo 1520. Durante questo periodo avvenne il famoso incontro del Campo del Drappo d'Oro e fu Bolena che fece gli accordi preliminari per il negoziato. Nell'autunno dello stesso anno, durante le conferenze tenute a Calais, in cui l'arcivescovo Wolsey mediò tra i francesi e gli imperialisti, fu utilizzato come agente in varie comunicazioni con questi ultimi.
Fu inoltre inviato per conto dell'imperatore in Spagna, al fine di promuovere l'azione congiunta nella guerra contro la Francia. Nel mese di aprile 1523 fu richiamato in patria e ritornò nel maggio successivo.
Il 16 giugno 1525 fu nobilitato con il titolo di "visconte Rochford", grazie all'influenza della figlia sul re, ottenendo anche terre e rendite.
Nel 1529 fu nominato custode di Greenwich Palace e fu inviato a una riunione tra Carlo V e Clemente VII, per cercare il supporto per il divorzio tra Enrico VIII e Caterina d'Aragona. Nel 1529 fu creato Conte di Ormond e l'anno successivo, nel 1530, Conte di Wiltshire.
Morì (come risulta da una lettera del suo servo Robert Cranewell a Lord Cromwell) nel castello di Hever, nel Kent, il 12 marzo 1539.

## Matrimonio e discendenza
Nel 1499 sposò Lady Elizabeth Howard, figlia di Thomas Howard, II duca di Norfolk. 
Dal matrimonio nacquero cinque figli:
- Thomas (1496 - 1506), morto di malattia del sudore;
- Maria (c. 1499 – 1543); fu amante di Enrico VIII prima di sua sorella, che potrebbe essere stato il padre il uno o entrambi i figli nati dal suo primo matrimonio;
- Henry (1500 - 1506), chiamato "Hal" dalla famiglia. Morì di malattia del sudore;
- George, visconte di Rochford (c. 1504 – 1536); fu decapitato con accuse di tradimento e incesto, essendo stato incluso fra gli amanti di Anna quando questa cadde in disgrazia;
- Anna, regina d'Inghilterra (c. 1507 – 1536); fu la seconda moglie di Enrico VIII dopo che questi dichiarò nullo il suo matrimonio con Caterina d'Aragona. Dopo aver dato al re una figlia, la futura Elisabetta I, perse il suo favore in seguito a una serie di aborti e fu infine decapitata con accuse di tradimento, adulterio e incesto